# Devilman Crybaby
Devilman Crybaby è un original net anime, adattamento del manga di Gō Nagai Devilman. Diretta da Masaaki Yuasa, animata dallo studio di animazione Science Saru e prodotta da Aniplex, la serie è stata distribuita in anteprima mondiale il 5 gennaio 2018 su Netflix come serie originale.

## Trama
Akira Fudo viene informato dal suo migliore amico, Ryo Asuka, che un'antica razza di demoni è tornata per riprendersi il mondo dagli umani. Credendo che l'unico modo per sconfiggere i demoni sia quello di incorporare i loro poteri, Ryo riesce a far sì che Akira si unisca a un demone, Amon. Per poter affrontare e distruggere i demoni in difesa del genere umano, Akira si trasforma così in Devilman, che possiede i poteri di un demone, ma mantiene l'animo di un umano, sebbene in più di un'occasione quest'ultimo si dimostri tanto brutale quanto i demoni.

## Personaggi e doppiatori
| Personaggio      | Doppiaggio giapponese | Doppiaggio italiano |
| ---------------- | --------------------- | ------------------- |
| Akira Fudo       | Kōki Uchiyama         | Jacopo Calatroni    |
| Ryo Asuka        | Ayumu Murase          | Dario Sansalone     |
| Miki Makimura    | Megumi Han            | Ludovica De Caro    |
| Koji Nagasaki    | Kenjirō Tsuda         | Gianluca Iacono     |
| Silen            | Atsuko Tanaka         | Marina Thovez       |
| Kaim             | Rikiya Koyama         | Marco Balzarotti    |
| Taro Makimura    | Eri Inagawa           | Annalisa Longo      |
| Noel Makimura    | Masato Obara          | Pino Pirovano       |
| Akiko Makimura   | Sayaka Kobayashi      | Giuliana Atepi      |
| Miki(Miko)Kuroda | Ami Koshimizu         | Beatrice Caggiula   |
| Wamu             | Ken the 390           | Matteo De Mojana    |
| Gabi             | Subaru Kimura         | Marco Benedetti     |
| Moyuru Koda      | Junya Hirano          | Alessandro Capra    |
| Xenon            | Avu-chan              | Silvio Pandolfi     |
| Kaori Fudo       | Chie Nakamura         | Lorella De Luca     |
| Reijiro Fudo     | Takuya Kirimoto       | Francesco Orlando   |
| Jinmen           | Akio Hirose           | Silvio Pandolfi     |
| Psyco Jenny      | Yasuhiro Takato       | Cinzia Massironi    |

## Episodi
| Nº | Titolo italiano Giapponese 「Kanji」 - Rōmaji | In onda        | In onda        |
| Nº | Titolo italiano Giapponese 「Kanji」 - Rōmaji | Giapponese     | Italiano       |
| 1  | Ho bisogno di te 「おまえが必要なんだ」 - Omae ga hitsuyōnanda | 5 gennaio 2018 | 5 gennaio 2018 |
| 1  | Akira Fudo è un timido e altruistico liceale giapponese, ultimo della squadra di atletica e innamorato della sua amica Miki Makimura, giovane promessa dello sport e modella. Vive inoltre con lei e con la sua famiglia. Durante un incidente con una banda di rapper viene salvato dal suo amico d'infanzia Ryo Asuka, un genio divenuto famoso in tutto il mondo grazie a un suo talk show, che lo porta via dai bulli e da Miki. Ryo racconta che tempo prima in Amazzonia stava aiutando un professore a studiare le lingue del posto quando quest'ultimo impazzì e, dopo aver tentato di ucciderlo, si suicidò cospargendosi di benzina prima di trasformarsi in un essere mostruoso. Così venne a conoscenza dell'esistenza dei demoni, creature bestiali che popolavano la Terra prima dell'arrivo dell'uomo, che ora si stanno risvegliando e intendono annientare il genere umano per riprendersi il pianeta. Ryo rivela però di aver scoperto un sistema per contrastarli: siccome i demoni sono esseri semplici e istintivi, se si fondono con un umano in grado di controllarli vengono soggiogati e l'umano ne acquisisce forma e poteri. In questo suo proposito chiede l'assistenza di Akira, il quale accetta di aiutarlo. I due si recano quindi a un sabba a base di alcol, sesso e droghe, che culmina in una colluttazione. I demoni, attratti dal sangue sparso dalla lotta, si teletrasportano e si fondono con gli umani presenti, soggiogandoli e trucidando gli altri partecipanti. Mentre Ryo viene ferito, un potente demone di nome Amon si fonde con Akira, che riesce a mantenere il controllo e fa una strage dei demoni presenti. |                |                |
| 2  | Una mano è sufficiente 「片手で十分だ」 - Kata te de jūbun da | 5 gennaio 2018 | 5 gennaio 2018 |
| 2  | In seguito alla fusione con il demone, Akira cambia sia fisicamente che caratterialmente, diventando più forte, spavaldo e a tratti arrogante, oltre a sviluppare pulsioni primordiali. Tutti se ne rendono conto e in poco tempo il ragazzo acquisisce popolarità a scuola, oltre a diventare l'atleta migliore del suo team. Anche Miki resta affascinata da questo cambiamento, ma al tempo stesso un po' preoccupata. Akira approfitta del suo nuovo corpo per farla pagare ai bulli e al loro capo Dosuroku, battendoli con una mano sola. Miki però assiste alla scena e si spaventa a vederlo così, quindi Akira, che ha solo ricordi confusi degli ultimi giorni, decide di andare da Ryo in ospedale per capire cosa gli sia successo. Ryo gli spiega che la fusione con il demone ha avuto successo e che ora è diventato un devilman, un essere con poteri da demone ma con il cuore umano. I due decidono così di mettersi a caccia di demoni, ma durante la lotta tra Akira e un gruppo di loro Nagasaki, un fotografo che lavora per una rivista scandalistica e che da un po' di tempo è in contatto con Miki, registra tutto e si dà poi alla fuga. |                |                |
| 3  | Credimi! 「オレは撮ったんだ！」 - Ore wa tottanda! | 5 gennaio 2018 | 5 gennaio 2018 |
| 3  | Nagasaki cerca di vendere il video al suo editore, ottenendo però un secco rifiuto e pressioni per effettuare il servizio fotografico che aveva progettato su Miki nuda. In macchina viene posseduto da un demone di nome Ghelmer. Anche i due demoni Kaim e Silen trovano il filmato e, riconosciuto il loro compagno Amon, progettano di risvegliarlo. Nel frattempo Miko, amica di Miki e sua compagna di sport, comincia a provare gelosia nei confronti dell'amica per via della sua popolarità e talento. Miki esce di nascosto di casa per incontrare Nagasaki per il servizio fotografico ma comincia ben presto ad avere dei ripensamenti e cerca di andarsene, a quel punto il demone abbandona Nagasaki e possiede il suo corpo. Akira e Ryo rintracciano Nagasaki prima a casa sua, dove recuperano il video, e poi nel suo studio, con Miki che si comporta in modo strano. Deducendo che è posseduta, Akira riesce a liberare la ragazza e a uccidere Ghelmer, mentre Ryo elimina il resto dei demoni. Al fine di tenere nascosto il segreto di Devilman, Ryo spara e uccide Nagasaki per poi avventarsi su Miki, ma Akira si frappone. |                |                |
| 4  | Vieni, Akira 「明、来て」 - Akira, kite | 5 gennaio 2018 | 5 gennaio 2018 |
| 4  | Akira convince Ryo a risparmiare Miki, la quale quando si riprende non ricorda di preciso l'accaduto. Akira riceve una telefonata della madre Kaori che gli dice che lei e il padre Reijiro stanno arrivando in Giappone per vederlo: i due sono infatti sempre all'estero per lavoro, hanno spesso lasciato il ragazzo da solo e sono diversi anni che non gli fanno visita. Quando i genitori atterrano all'aeroporto Reijiro viene però posseduto da un demone, che compie una strage uccidendo anche Kaori. Capito che qualcosa non va, Akira e Ryo rintracciano il telefono della donna in un hangar; qui si imbattono nel demone nelle vesti di Reijiro, il quale ha assorbito nella sua pancia i volti ancora coscienti delle vittime, tra cui Kaori. Akira scioccato sprona il padre a prendere il sopravvento sul demone, ma la creatura riesce a mantenere il controllo ed attaccare il ragazzo. Incoraggiato poi dalla madre che gli dice che ormai è già morta, Akira uccide il demone e piange la perdita dei suoi. Miko intanto viene avvicinata da uno dei rapper, il quale prova un forte interesse nei suoi confronti, e decide di frequentarlo. I due si recano a un sabba, dove vengono attaccati da un demone. |                |                |
| 5  | La bella Silene 「シレーヌ、君は美しい」 - Shirēnu, kimi wa utsukushī | 5 gennaio 2018 | 5 gennaio 2018 |
| 5  | In seguito al sabba Miko si è fusa con un demone, diventando più sicura di sé e intenzionata a utilizzare i suoi nuovi poteri per battere finalmente Miki. Miki intanto salva la banda di Dosuroku da una situazione di pericolo, ottenendo il loro rispetto e fiducia. Akira, ancora sconvolto per la morte dei suoi genitori, prova una crescente ferocia e brama sessuale, rischiando di perdere il controllo. Ryo gli suggerisce allora di placare le sue pulsioni in un quartiere a luci rosse per calmarsi in vista della seconda parte del loro piano. Qui Akira incontra Silen, una demone che era stata l'amante di Amon e che ora intende sedurlo; quando però Akira non la riconosce, Silen, irata, lo trasporta lontano e lo attacca con l'intento di ucciderlo. I due si infliggono gravi ferite ma infine il ragazzo sembra prevalere. Appare improvvisamente Kaim, il quale, dichiarando il suo amore per Silen, si sacrifica per fondersi con la demone e permetterle di continuare lo scontro. Il nuovo demone riduce Devilman in fin di vita e lo fa svenire privo di sensi, ma prima di poter infliggere il colpo di grazia muore per le ferite riportate. Il giorno seguente Akira, ancora vivo e con le ferite rimarginate, viene soccorso da Ryo. |                |                |
| 6  | Né demone, né umano 「悪魔でも人間でもない」 - Akuma demo ningen demonai | 5 gennaio 2018 | 5 gennaio 2018 |
| 6  | Moyuru Koda è un normale studente che si è però fuso con un demone, diventando un fenomeno nazionale e campione di atletica, ma che fatica a controllare emotivamente la sua nuova natura. A un'imminente gara di atletica Ryo intende smascherare Koda per mostrare al mondo l'esistenza dei demoni, facendogli bere una pozione che lo farà trasformare contro la sua volontà. Il giorno della gara Koda viene schierato da solo contro la staffetta della scuola di Akira. Akira cerca di far bere a Koda la pozione ma senza successo; a somministrargliela è quindi Ryo durante un'intervista. Miko intanto sfida apertamente Miki su chi delle due sia la migliore. Comincia la corsa e Koda parte in testa ma viene raggiunto da Miko durante il suo turno. Quando toccherebbe a Miki Akira la precede e comincia a gareggiare con Koda, al quale confessa di capire cosa prova perché anche lui è un devilman e di volerlo aiutare, ma Ryo fa partire il filmato di un sabba e Koda si trasforma in demone e fa una strage di quasi tutti i presenti, per poi fuggire inseguito da Akira. Tramite la copertura mediatica di Ryo il mondo intero viene a conoscenza dell'esistenza e del pericolo dei demoni. Akira comunica a Ryo di aver ucciso Koda, ma in realtà questi è ancora vivo e lo porta via per nasconderlo. |                |                |
| 7  | Deboli umani, saggi demoni 「人間は弱く、悪魔は賢い」 - Ningen wa yowaku, akuma wa kashikoi | 5 gennaio 2018 | 5 gennaio 2018 |
| 7  | Con l'esistenza dei demoni resa pubblica il mondo sprofonda nel caos: fra gli umani serpeggia la paura e il sospetto, e per fronteggiare la minaccia vengono impiegati l'esercito e squadre di volontari armati, i quali si abbandonano a esecuzioni sommarie di cittadini sulla base di semplici accuse e supposizioni di essere dei demoni. Anche Miki viene avvicinata da una truppa di vigilanti che vogliono approfittare di lei, ma in suo aiuto arrivano Dosuroku e la sua banda che la portano al sicuro. Nonostante le pressioni di Akira per intervenire, Ryo sostiene che i disordini sono un sacrificio calcolato, che gli umani sono deboli e che i demoni vinceranno, motivo per cui i due iniziano a distanziarsi. Akira rivela allora a Koda il suo piano di radunare altri devilmen per proteggere l'umanità e combattere i demoni; a loro si unisce presto anche Miko. Intanto Tare, il fratellino di Miki, viene posseduto da un demone e quando la madre lo scopre preferisce andarsene di casa con lui per tenere al sicuro lui e la famiglia. I demoni intendono approfittare del caos per scatenare un conflitto internazionale, possedendo alti ufficiali e ordinando di lanciare le bombe nucleari, ma una misteriosa sfera di luce che fa rabbrividire i demoni solo a guardarla si materializza e distrugge tutto ciò che si trova al suo interno, missili e demoni compresi. |                |                |
| 8  | Devo scoprirlo da solo 「オレはオレを知らなくてはならない」 - Ore wa ore o shiranakute wa naranai | 5 gennaio 2018 | 5 gennaio 2018 |
| 8  | Ryo ha una crisi d'identità e parte alla volta dell'Amazzonia in cerca di risposte sul suo passato. Qui viene accolto dagli indigeni che gli mostrano una statua che lo raffigura da bambino; improvvisamente dei soldati attaccano il villaggio e cercano di ucciderlo, ma lui si difende con una barriera simile alla sfera di luce, e in seguito un gruppo di demoni lo accoglie tra loro. Intanto il padre di Miki si mette in cerca della moglie e del figlio, ma quando li trova Tare è trasformato in demone e intento a divorare il cadavere di sua madre. Inorridito, Noel tira fuori la pistola, quando i soldati li circondano e li crivellano di colpi. Devilman raggiunge il posto e porta via i loro corpi, seppellendoli su di una collina. Poi un demone di nome Zenon lo attacca, ma Akira viene risparmiato su ordine di qualcuno di superiore ed è infine portato via da Miko, mentre Koda rimane per allearsi con i demoni. Akira e Miko tornano da Miki per informarla della morte della sua famiglia, che lascia sia lei che Akira in preda al pianto e al dolore. Più tardi Ryo invia una trasmissione di emergenza in tutto il mondo in cui, mentendo, dichiara che gli umani si trasformano in demoni quando non sono soddisfatti della società, e che chiunque agisca in modo diverso dal solito potrebbe essere un demone. Egli continua mostrando il video di Akira che si trasforma in Devilman, rivelando così la vera identità dell'amico. |                |                |
| 9  | Andate all'inferno, voi mortali 「地獄へ墜ちろ、人間ども」 - Jigoku e ochiro, ningen-domo | 5 gennaio 2018 | 5 gennaio 2018 |
| 9  | Esposto dalla trasmissione di Ryo, Akira diventa un bersaglio e abbandona la casa. Miki prende allora parola sui social network per difendere Akira e gli altri devilmen, sostenendo che hanno mantenuto il loro lato umano e incoraggiandoli a uscire allo scoperto; lei e Miko si riconciliano, ma si trovano sotto attacco da parte di una folla inferocita. Nonostante il tentativo di difendersi e di fuggire, gli amici di Miki vengono massacrati, Miko si suicida dopo essere stata accerchiata, e Miki viene infine pugnalata a morte. Nel tentativo di individuare Ryo, Akira protegge un gruppo di innocenti dal linciaggio della folla e poi affronta alcuni demoni accorsi sul posto, tra cui Zenon, che squarta in due dopo una battaglia. Akira decide quindi di tornare a casa, rendendosi conto che Miki è l'unica persona che ama e desidera proteggere, ma al suo arrivo trova la folla di fanatici che sfila intorno all'abitazione in fiamme con i corpi smembrati e impalati dei suoi amici, tra i quali spicca la testa di Miki. Accecato dal dolore, Devilman evoca delle lingue di fuoco che li inceneriscono tutti. |                |                |
| 10 | Piangere è un bene 「泣き虫」 - Nakimushi | 5 gennaio 2018 | 5 gennaio 2018 |
| 10 | Akira si confronta con Ryo riguardo al motivo del suo tradimento, e Ryo gli confessa di essere in realtà l'angelo caduto Satana. Dopo essere stato bandito dal paradiso giunse sulla Terra e scoprì i demoni, rimanendo affascinato dai loro cuori semplici e primordiali. Dio poi li annientò, ma grazie al loro istinto di sopravvivenza i demoni rimasero ancorati al pianeta sotto forma di anime, e si fusero nel tempo con gli umani. Anche Satana si reincarnò in Ryo, conobbe Akira, con cui strinse amicizia e, nonostante non avesse ricordo della sua vera identità, preparò inconsciamente il suo piano per sterminare gli umani e tornare a dominare il pianeta; fece inoltre fondere Akira con Amon come segno di gratitudine per permettergli di sopravvivere nel nuovo mondo. Satana chiede ad Akira di unirsi a lui, ma egli lo respinge e raduna invece i devilmen per combattere l'esercito di demoni. Con la Terra devastata dagli scontri e l'umanità ormai eradicata, i devilmen e i demoni si affrontano in uno scontro finale sterminandosi a vicenda. Dopo aver combattuto Akira, Satana si abbandona ai ricordi e alla contemplazione del mondo, prima di rendersi conto che Akira è già morto in seguito alle ferite che gli ha inflitto. Emotivamente sopraffatto per la perdita dell'unica persona che abbia mai amato, Satana si dispera sul corpo senza vita dell'amico, mentre uno stuolo di angeli scende dal cielo e devasta la Terra distruggendola. Nel finale Dio ripristina la Terra facendola tornare come prima ma con due lune al posto di una, lasciando presupporre che una nuova umanità ricomincerà tutto daccapo.    |                |                |

## Polemiche
Il 5 agosto 2022, il municipio di Botucatu, Brasile ha rimosso un dipinto dalla mostra È successo nel 2022. Il dipinto era basato sul poster dell'anime. La prefettura ha giustificato l'atto affermando che l'anime era basato su un'opera adatta a un pubblico maturo, mentre il dipinto era accessibile per tutte le età, oltre ad essere ritenuto troppo traumatizzante per essere guardato dai bambini. Il giorno dopo, insegnanti e studenti hanno protestato, interpretando l'atto come censura. L'illustrazione può ora essere vista nell'edificio del Botucatu.